# Толщуга

Толщуга — река в России, протекает в Чухломском районе Костромской области. Устье реки находится в 32 км по правому берегу реки Вига. Длина реки составляет 10 км.
Исток Толщуги в заболоченном лесу восточнее посёлка Вига. Течёт на север, запад и снова на север по ненаселённому лесу. Впадает в Вигу тремя километрами ниже устья Иды.

## Данные водного реестра
По данным государственного водного реестра России относится к Верхневолжскому бассейновому округу, водохозяйственный участок реки — Унжа от истока и до устья, речной подбассейн реки — Бассей притоков Волги ниже Рыбинского водохранилища до впадения Оки. Речной бассейн реки — (Верхняя) Волга до Куйбышевского водохранилища (без бассейна Оки).
По данным геоинформационной системы водохозяйственного районирования территории РФ, подготовленной Федеральным агентством водных ресурсов:
- Код водного объекта в государственном водном реестре — 08010300312110000015198
- Код по гидрологической изученности (ГИ) — 110001519
- Код бассейна — 08.01.03.003
- Номер тома по ГИ — 10
- Выпуск по ГИ — 0